# Студіліна Яніна Сергіївна
Яніна Сергіївна Студіліна (рос. Янина Сергеевна Студилина, нар. 6 серпня 1985, Омськ, РСФСР) — російська акторка. Закінчила Театральний інститут ім. Щукіна (2011).

## Телебачення
- Хто в домі господар? (2006—2007)
- Щасливі разом (2006—2008)
- Ранетки (2008—2010)
- Солдати 16 (2009)
- Вороніни (2009)
- Біла гвардія (2012)
- Турецький транзит (2014)
- Червона королева (2015)
- Повернення (2019)
- Життя за викликом (2022)

## Сім'я
До червня 2022 року була одружена з Олександром Олександровичем Роднянським, сином українського та російського режисера Олександра Роднянського.